# Match de football Empire allemand – Empire russe (1912)
Le match de football Allemagne – Russie (allemand : Olympischen Spielen Deutschland-Russland 1912 ; russe : Германия-Россия) a lieu le 1er juillet 1912 dans le stade de Råsunda Idrottsplats dans la commune de Solna, en Suède. Il s'agit d'un match officiel aux Jeux olympiques de 1912.
C'est la première fois que les deux équipes se rencontrent, les deux sont éliminées durant les Jeux olympiques de 1912, respectivement, l'Allemagne au tour préliminaire contre l'Autriche et la Russie en quarts de finale contre les « dissidents » finlandais.
Néanmoins, si ce match reste dans l'histoire, ce n'est pas dû à l'affiche entre les deux puissances européennes, mais bel et bien au résultat surprenant de l’époque où la sélection allemande s'impose sur le score très lourd de 16-0 face aux Russes. Dans ce match, l'Allemagne mène déjà 16-0 au bout de 69 minutes seulement. Le joueur du Karlsruher FV, Gottfried Fuchs, réalise d'ailleurs une performance historique en inscrivant dix buts dans cette rencontre, il finit d’ailleurs meilleur buteur du tournoi.
De nombreux records sont établis durant cette rencontre. Premièrement, il s'agit à ce jour de la plus large victoire allemande en match officiel. A contrario, il s'agit aussi de la plus large défaite côté russe. Deuxièmement, il s’agit de l’écart du score le plus large de l'histoire des Jeux Olympiques, à égalité avec celui du match France - Danemark (victoire danoise 1-17) pendant les Jeux olympiques de 1908 à Londres. Enfin, c'est la deuxième fois de l'histoire, après le Danois Sophus Nielsen, qu'un joueur, en l’occurrence Gottfried Fuchs, marque 10 buts dans un même match. Il faut attendre près d'un siècle pour voir ce record battu.

## Contexte
Dans une Europe cristallisée par la rivalité séculaire entre puissances européennes, notamment allemande et russe, le sport, dont le football, peut être vu comme un baromètre de prestige. La Russie (qui était à cette époque un Empire tout comme l'Allemagne) est le plus grand pays du monde. En ce début du 20ème siècle, il est aussi le pays le plus peuplé d'Europe avec une population totale de 175 millions d’habitants, elle a près de trois fois la population de l’Allemagne, qui à ce moment-là compte environ avec 66,9 millions d'habitants en 1913 (incluant l'Alsace et la Lorraine). En dehors des autres empires coloniaux européens (anglais et français particulièrement), l'Allemagne et la Russie sont les deux pays les plus peuplés du continent et se disputent en toute logique une place de leadership sur le continent européen.
L'Empire allemand est une monarchie parlementaire autoritaire avec une organisation territoriale fédérale. 
La Russie est aussi une puissance majeure, en outre sa démographie, l’immensité de son territoire et l'abondance de ses ressources naturelles en font naturellement un géant stratégique, le pays est dirigé par l’autocratie de la dynastie Romanov qui, au XIXe siècle, semblait jouir d’une autorité absolue, néanmoins ce pouvoir est de plus en plus remis en cause.
Tout comme aujourd'hui, le football et le sport en général est vecteur de puissance, comme l'explique le géopoliticien français, Pascal Boniface, dans son ouvrage : une fonction géopolitique. Dans un monde globalisé où la scène internationale est de plus en plus occupée et où il est donc très difficile de se faire une place, l’exploit sportif est devenu le meilleur moyen de se faire connaître, de surcroît de façon positive. De façon globale la géopolitique du sport s'attache à la description et à l'analyse des rivalités entre États qui ont pour objet ou vecteur le sport. La géopolitique du sport analyse les répercussions politiques des compétitions sportives internationales, du choix de leur emplacement, etc. Les tensions autour du sport sont liées au facteur de prestige, aux retombées économiques, et à la puissance dans le monde,.
L’Allemagne et la Russie se disputent leur rôle de leader en Europe, le sport devient un axe important dans l’échiquier géopolitique des deux pays. Toutefois, cette rivalité permanente entre puissances européennes, notamment russe et allemande, va au-delà du sport et du football et entraîne en conséquence ces deux pays dans une guerre terrible deux ans plus tard en 1914.

## Jeux olympiques de 1912
Lors de la 10e session du Comité international olympique (CIO) qui se réunit à Berlin, en Allemagne, est votée la ville d'accueil. Initialement, deux candidatures devaient s'opposer, celles des Suédois avec la ville de Stockholm et celui des Allemands avec la candidature de Berlin, mais cette dernière est finalement annulée, car les autorités allemandes de l’époque souhaitaient reporter leur candidature pour les Jeux olympiques de 1916, qui ne voient jamais le jour à cause de la Première guerre mondiale. En conséquence, seule la candidature de Stockholm est votée à l'unanimité par le CIO.
La cérémonie d'ouverture des Jeux se déroule le 6 juillet 1912 au Stade olympique de Stockholm. La famille royale suédoise assiste à l'événement et observe les équipes nationales défiler dans le stade. Pour cette cinquième édition des Jeux olympiques d'été, 28 pays participeront aux épreuves sportives, ce qui est à ce moment-là un record contrairement aux quatre autres éditions.
L'équipe de Russie comprenait 181 athlètes masculins, dont beaucoup étaient originaires de la capitale impériale Saint-Pétersbourg ainsi que beaucoup venant de la région baltique et de la Livonie, ces régions faisant partie intégrante de l'Empire russe. Dans le même temps, le Grand-duché de Finlande, qui faisait également partie de l'Empire, a participé séparément aux Jeux et marque donc une séparation entre les ambitions finlandaises d'autodétermination complète au détriment de la souveraineté totale russe sur la région. Toutefois, la Finlande participerait aux Jeux Olympiques de 1912 sous le drapeau russe en défilant derrière l'équipe de l'Empire de Russie. Concernant le nombre de participations de la Russie aux Jeux olympiques d'été, il s'agit de la troisième fois, après ceux de 1900 et 1908. Pour des raisons inconnues aujourd'hui, la Russie n'a pas participé à la première édition des Jeux olympiques de 1896 et elle refusa d’envoyer une équipe aux Jeux olympiques de 1904 à Saint-Louis aux États-Unis pour des raisons financières,.
Pour l'Allemagne, plus habituée à cet événement sportif, elle ne rate aucune édition depuis sa création, et participe donc pour la cinquième fois d'affilée aux Jeux Olympiques. La délégation est composée de 180 hommes et 5 femmes (dont quatre nageuses). Lors de la cérémonie d'ouverture, l'athlète et plus tard futur président du Comité national olympique de l'Allemagne de 1951 à 1961, Karl Ritter von Halt, était le porte-drapeau de la marche des nations.

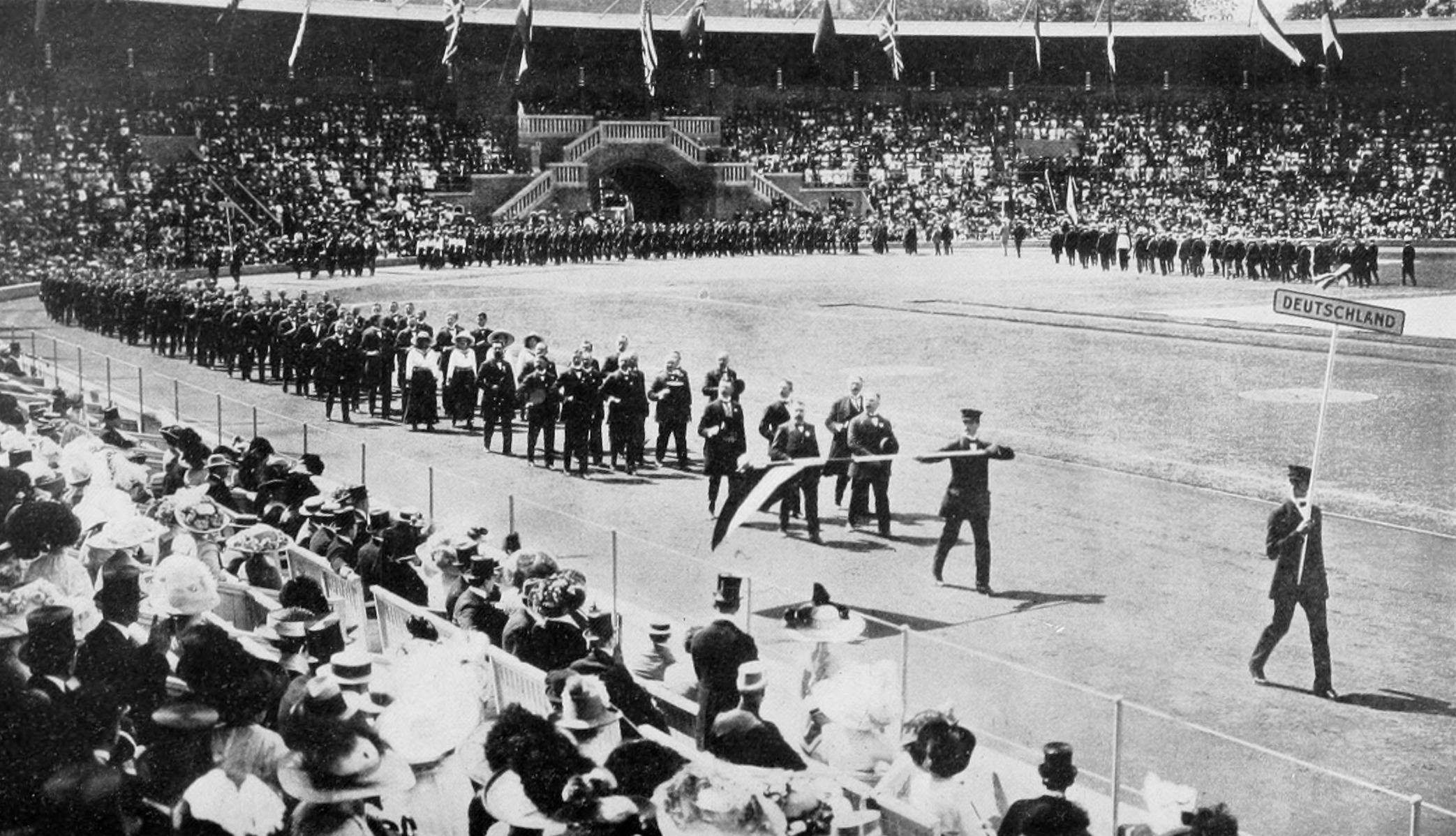
Délégation allemande.
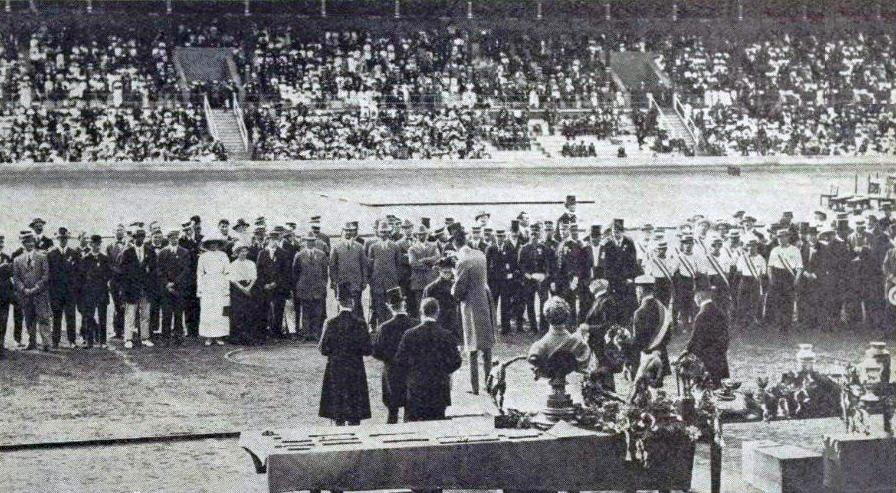
Officiels de la cérémonie d'ouverture.
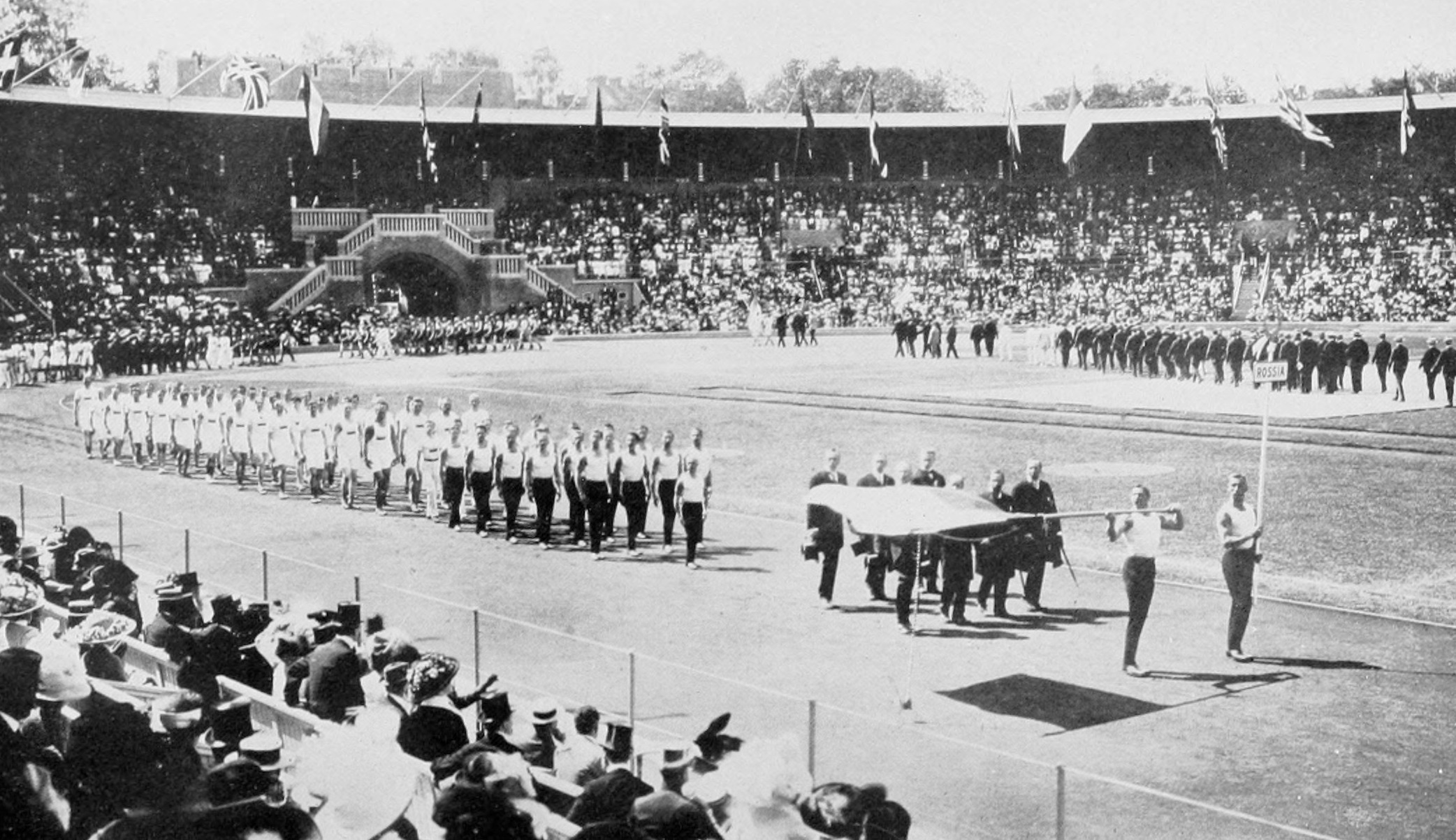
Délégation russe.

### Équipe russe
L'historique et la genèse de la sélection russe est assez similaire à la section allemande, tout d'abord, la fédération russe de football (Union russe de football, russe : Всероссийского футбольного союза) est fondée 4 ans plus tard que celle des Allemands, en 1912. La Russie commence à jouer ses premiers matchs à partir de 1910 (les Allemands commencent en 1908). Avant d'affronter l'Allemagne aux jeux olympiques de 1912, la Russie fait quelques matchs amicaux notamment contre l'Équipe de Bohême et Moravie de football avec qui elle inaugure son premier match de l'histoire, le 16 octobre 1910 dans la capitale impériale de Saint-Pétersbourg, victoire sur un match prolifique en termes de but, 5-4. Durant l’année 1911, trois matchs amicaux se jouèrent uniquement contre l’équipe d'Angleterre amateure, avec des défaites sur des scores lourds, respectivement, le 2 septembre 1911, défaite 0-14, 3 septembre 1911, défaite 0-7 et le 4 septembre 1911, défaite 0-11.
Contrairement à certaines sélections, lors du tirage au sort, la chance sourit à la Russie qui est dispensée de tour préliminaire, tout comme la Hongrie, la Grande-Bretagne et la Norvège et accède donc directement aux quarts de finale. Le hasard faisant bien les choses, elle rencontre la sélection finlandaise qui par surprise a éliminé les favoris italiens, sous une chaleur accablante et étant en infériorité numérique, et ce, même en prolongation.
| 30 juin 1912 | Finlande                                                                                               | 2 – 1   | Russie | Idrottsplats (Traneberg)                  |                                           |
| 10 h 00      | Wiberg 30e · Öhman 80e                                                                                 | (1 - 0) | Butusov 72e                                                                                                | Spectateurs : 300 Arbitrage : Per Sjöblom | Spectateurs : 300 Arbitrage : Per Sjöblom |
| 10 h 00      | (Rapport) FIFA                                                                                         |         | | Spectateurs : 300 Arbitrage : Per Sjöblom | Spectateurs : 300 Arbitrage : Per Sjöblom |
| 10 h 00      | Syrjäläinen - Holopainen, Löfgren - Lund, Soinio, Lietola - Wickström, Wiberg, Nyyssönen, Öhman, Niska | Équipes | Favorsky - Sokolov, Markov - Akimov, Khromov, Kynin - Smirnov, A. Filippov, Butusov, Zhitarev, S. Filippov | Spectateurs : 300 Arbitrage : Per Sjöblom | Spectateurs : 300 Arbitrage : Per Sjöblom |

La Russie perd pour ses débuts internationaux par deux buts à un contre les « dissidents » finlandais. Les deux équipes montrent un jeu assez faible, le demi-gauche finlandais Jarl Öhman forçant la décision en solitaire en fin de match.

### Équipe allemande
Contrairement à son homologue russe, l'Allemagne a disputé plus de matchs amicaux, avant le début des Jeux olympiques de 1912. Les Allemands affrontent en amicaux les Pays-Bas (qui termineront médaille de bronze à ces Jeux olympiques), match nul surprenant sur le score de 5-5 face aux Néerlandais. Les Allemands réalisent là encore un deuxième match nul surprenant cette fois-ci face aux Hongrois sur le score de 4-4, et gagnent leur dernier match de préparation face à la Suisse, victoire 2-1. Ces résultats positifs donnent une réelle motivation aux joueurs allemands pour le tournoi olympique et envoient un signe positif aux supporters allemands.    
Cependant, les Allemands n'ont pas de chance lors du tirage au sort, contrairement aux Russes qui sont qualifiés directement pour les quarts de finale, les Allemands doivent passer par un tour préliminaire, ils affrontent leur voisin autrichien qui à ce moment-là, était objectivement un cran au-dessus de l'Allemagne sportivement.   
| 29 juin 1912 | Autriche                                                                                                  | 5 – 1   | Allemagne                                                                                          | Råsunda Idrottsplats (Solna)                          |                                                       |
| 15 h 00      | Studnicka 58e · Neubauer 62e · Merz 75e, 81e · Cimera 89e                                                 | (0 - 1) | Jäger 35e                                                                                          | Spectateurs : 2 000 Arbitrage : Herbert James Willing | Spectateurs : 2 000 Arbitrage : Herbert James Willing |
| 15 h 00      | (Rapport) FIFA                                                                                            |         | | Spectateurs : 2 000 Arbitrage : Herbert James Willing | Spectateurs : 2 000 Arbitrage : Herbert James Willing |
| 15 h 00      | Noll - Graubart, Kurpiel - Brandstätter, Braunsteiner, Cimera - Hussak, Müller, Studnicka, Merz, Neubauer | Équipes | Weber 60e - Röpnack, Hollstein - Krogmann, Breunig, Bosch - Wegele, Jäger, Worpitzky, Kipp, Hirsch | Spectateurs : 2 000 Arbitrage : Herbert James Willing | Spectateurs : 2 000 Arbitrage : Herbert James Willing |

L'arbitre néerlandais, Herbert James Willing, siffle le début du match, les Allemands marquent en premier par Adolf Jäger à la 35e minute. Mais le sort du match se joue avec la blessure du gardien allemand, Weber se blesse sérieusement et ne peut être remplacé par un gardien remplaçant, car à cette époque, les remplaçants n'étaient pas autorisés à rentrer en match, l'Allemagne a donc dû terminer le match avec seulement 10 joueurs, c'est l'avant-centre Willy Worpitzky qui a dû prendre le rôle de gardien. L'Allemagne a perdu le match en deuxième mi-temps et se fait lourdement battre au final par les Autrichiens, sur le score de 5-1.  

## Match
Avec l’élimination respective de l'Allemagne contre l'Autriche et celle de la Russie contre la Finlande, Allemands et Russes se rencontrent dans un tournoi de consolation. Toutes les équipes éliminées du tournoi principal avant les demi-finales ont été autorisées à participer à ce tournoi de consolation.
L'Allemagne contre la Russie est l'affiche principale de ce premier tour du tournoi de consolation. Le match a lieu dans le stade de Råsunda Idrottsplats à Solna, même lieu où les Allemands ont affronté leur voisin autrichien. Selon des études et des recherches historiques, peu avant le match, les Russes et les Allemands auraient eu un somptueux banquet sur un navire. Néanmoins, pour les historiens d'aujourd'hui, savoir si c’était avant ou après le match qu'a eu lieu ce banquet est toujours de mise. Quelques années plus tard, le journal Das Sport Magazin cite ainsi un témoin oculaire de 1912, R. Volderauer:

« Pour tous ceux qui étaient là il y a 43 ans, ce match international à Stockholm évoque des souvenirs de soirées d'été magiques. Au pays du soleil de minuit, aux cavaliers de la Russie impériale avec des fêtes à bord avec de la musique caviar, vodka et balalaïka. »

— Volderauer
Cette question de savoir si les joueurs allemands et russes ont fêté un banquet avant le match est par la suite importante, car théoriquement, elle expliquerait pour de nombreux analystes la déroute de la sélection russe au profit des Allemands.
Le match se déroule le 1 juillet 1912 à 17 h 00, devant 600 à 1 000 spectateurs (les récits varient), les Russes se retrouvent du côté sud du stade et les Allemands du côté nord. L'arbitre de cette rencontre est le Néerlandais Christiaan Jacobus Groothoff qui a déjà arbitré durant ces Jeux olympiques de 1912. Les Allemands sont vêtus de leur couleur traditionnelle blanche ornée d'un aigle noir, côté russe leur maillot est essentiellement de couleur orange.
Sur le plan de l’effectif, à la différence des Russes qui sont dirigés par un entraîneur : Georges Duperron et son adjoint Roman Fulda, l'Allemagne est dirigée par le Comité de la DFB. Contrairement au premier match, l'Allemagne voit un changement drastique dans son onze entrant, tout d'abord au poste de gardien, Adolf Werner remplace en toute logique Albert Weber blessé contre l'Autriche, concernant les joueurs de champ tous sans exception entament leur premier match contre la Russie, aucun joueur du match contre l'Autriche n'est aligné dans ce match. Pour les Russes, les changements sont moins nombreux, après leur match contre la Finlande, le gardien, Lev Favorsky et les joueurs de champs : Piot Sokolov, Nikita Khromov, Mikheil Smirnov, et Vassili Butusov disputent leur deuxième match.

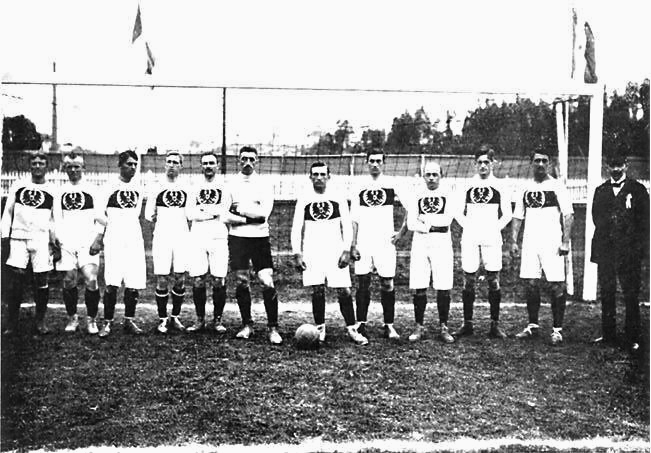
Équipe d'Allemagne 1912
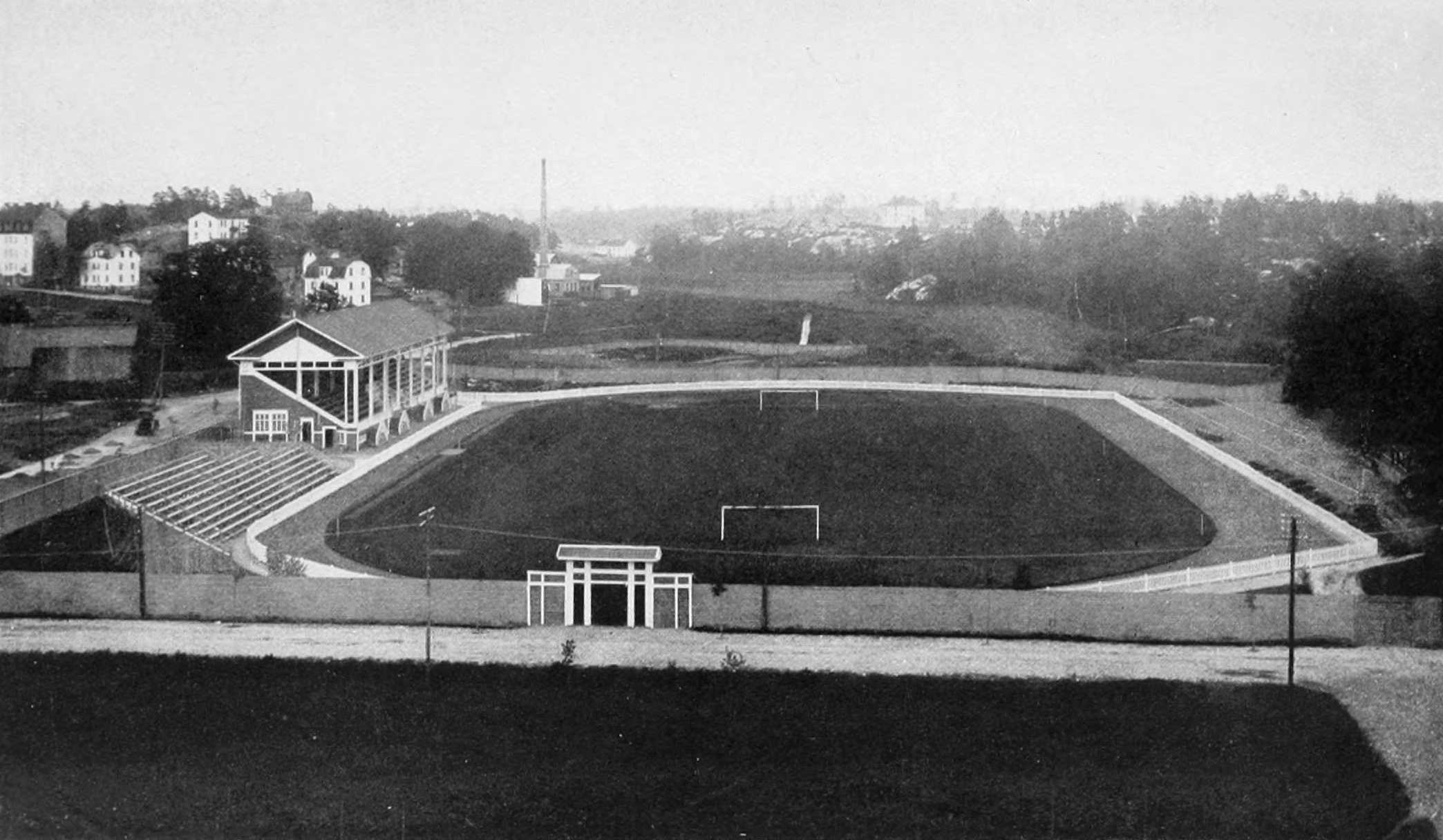
Stade Råsunda Idrottsplats
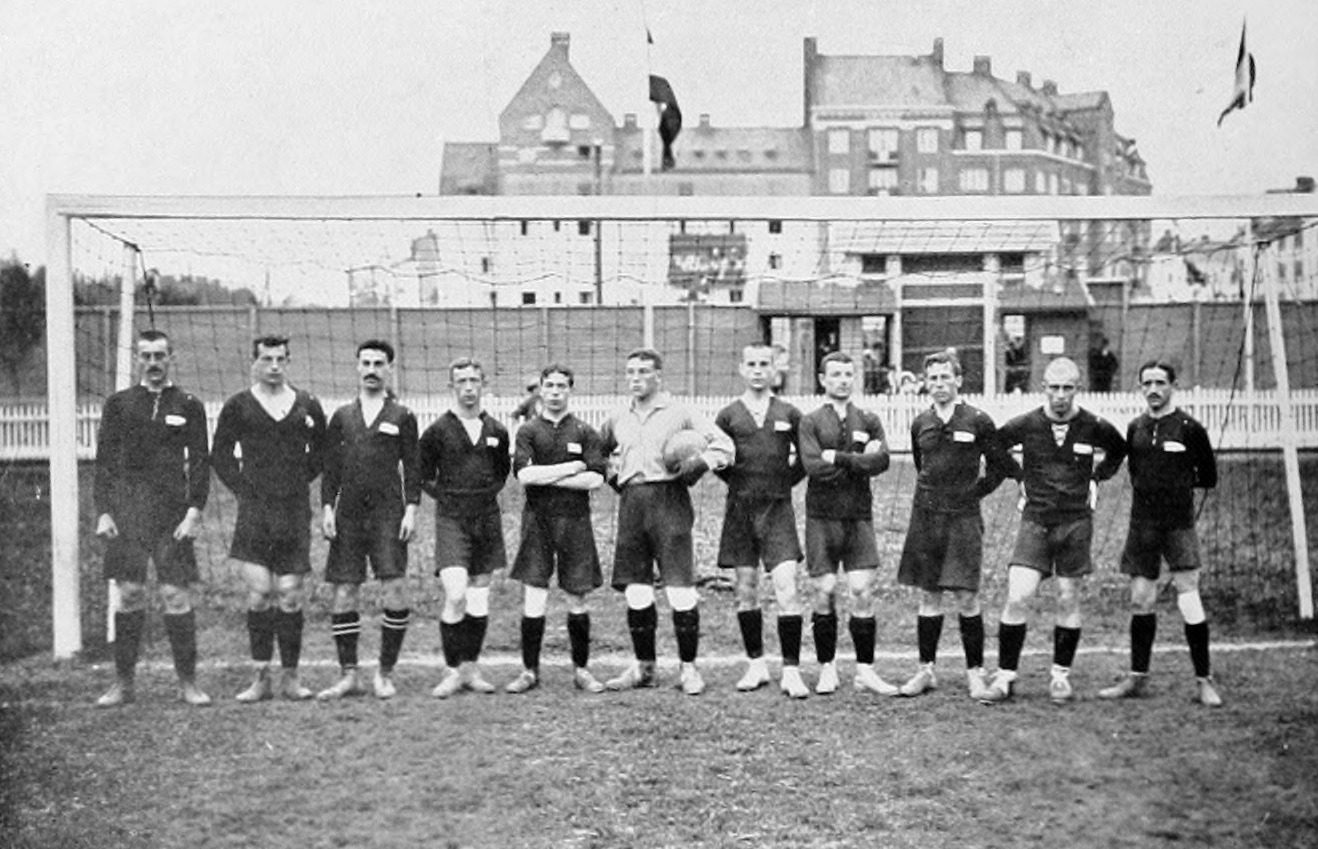
Équipe de Russie 1912

### Première mi-temps
L'arbitre Christiaan Jacobus Groothoff siffle le coup d'envoi, les Allemands prennent les initiatives très vite en marquant le premier but du match via l'attaquant du Karlsruher FV, Gottfried Fuchs, joueur qui a une renommée dans l'histoire du foot allemand. Fritz Forderer inscrit le deuxième but pour les Allemands dans la foulée à la 6e minute, Fuchs marque un doublé à la 9e minute. En l'espace de 10 minutes seulement, les Allemands mènent 3-0, les Russes désemparés essayent de retrouver un schéma de jeu défensif, car les assauts des joueurs allemands restent toujours aussi tranchants, une accalmie s'installe, mais de courte durée, les Allemands reprennent de nouveau les assauts devant le but de Favorsky, ainsi, Fuchs marque un 4ème but à la 21e minute de jeu, à la 27e minute, c'est Fritz Forderer qui marque le 5ème, seulement une minute plus tard, Gottfried Fuchs marque le 6ème but et son quadruplé à ce moment-là, il égalise le record de son compatriote Julius Hirsch (qui se trouve être sur le banc ce jour-là) auteur aussi d'un quadruplé contre les Pays-Bas en match amical peu avant les Jeux olympiques de 1912. Le calvaire continue pour les Russes, car l'attaquant du SpVgg Greuther Fürth, Karl Burger ouvre lui aussi son compteur dans ce match en marquant le 7ème but, là encore pour la première fois les Allemands marquent 7 buts dans un match. Un vrai jour de record pour les Allemands, Gottfried Fuchs marque le 8ème but, devenant ainsi le premier joueur allemand à marquer 5 buts dans un match. Le score à la mi-temps est de 8-0.

### Deuxième mi-temps
De retour après la mi-temps, la physionomie du match ne change pas, les Allemands continuent à terrasser les Russes, pourtant, selon les rapports et les témoignages de l’époque, sur le plan athlétique et physique les joueurs russes étaient plus imposants que leurs homologues allemands. Gerd Krämer, témoin oculaire du match, dans son livre Im Dress der elf Besten décrit les Russes : 

« Les Russes impériaux, qui étaient encore inexpérimentés en tant que footballeurs, tous de grande taille et athlétiques, se révèlent être de véritables cavaliers. »

— Gerd Krämer
Gottfried Fuchs marque le 9ème but dans cette rencontre seulement une minute après la reprise, à la 51e minute, ce même joueur encore tranchant devant la cage de but de Favorsky marque le 10-0. Les Russes sombrent plus que jamais dans le match et n'arrivent plus à aligner quelques passes, étant tétanisés, Fritz Forderer marque son triplé dans ce match, augmentant le score à 11-0, Fuchs marque le 12-0 et son 8ème but dans ce match à la 55e minute. Emil Oberle marque le 13ème but pour les Allemands, premier et dernier but avec l'Allemagne. Fuchs marque le 14-0 à la 65e minute et une minute plus tard, Fritz Forderer marque le 15ème but du match, son dernier dans cette rencontre. Le coup de grâce pour les Russes est à la 69e minute où Gottfried Fuchs marque le 16ème et dernier but du match. Étrangement, les Allemands n'ont marqué aucun autre but en l'espace d'environ 25 à 30 minutes, selon les rares témoignages de l’époque, les Allemands ont fait signe d'équités sportives, car après le 16ème but les joueurs allemands ont décidé de ne plus marquer un autre but puisque le gardien russe Lev Ivanovich Faworski était accroupi entre les poteaux et pleurait.

### Feuille de match
| Match amical                                         | Allemagne                                                                                                   | 16 - 0  | Russie | Råsunda Idrottsplats, Solna                                  |                                                              |
| 1er juillet 1912 · 15:00 · Historique des rencontres | Fuchs 2e, 9e, 21e, 28e, 34e, 46e, 51e, 55e, 65e, 69e · Förderer 6e, 27e, 53e, 66e · Burger 30e · Oberle 58e | (8 - 0) |        | Spectateurs : 2 000 Arbitrage : Christiaan Jacobus Groothoff | Spectateurs : 2 000 Arbitrage : Christiaan Jacobus Groothoff |
| 1er juillet 1912 · 15:00 · Historique des rencontres | (Rapport) DFB                                                                                               |         |        | Spectateurs : 2 000 Arbitrage : Christiaan Jacobus Groothoff | Spectateurs : 2 000 Arbitrage : Christiaan Jacobus Groothoff |

| Allemagne · | Russie |

| Gardien de but             | 1  | Adolf Werner    |  |
|                            | 2  | Hans Reese      |  |
|                            | 3  | Walter Hempel   |  |
|                            | 4  | Karl Burger     |  |
|                            | 5  | Josef Glaser    |  |
|                            | 6  | Camillo Ugi     |  |
|                            | 7  | Karl Uhle       |  |
|                            | 8  | Fritz Forderer  |  |
|                            | 9  | Gottfried Fuchs |  |
|                            | 10 | Emil Oberle     |  |
|                            | 11 | Otto Thiel      |  |
| Sélectionneur : Comité DFB |    |                 |  |
|                            |    |                 |  |

| Gardien de but                   | 1  | Lev Favorsky     |  |
|                                  | 2  | Piotr Sokolov    |  |
|                                  | 3  | Fyodor Rimsha    |  |
|                                  | 4  | Alexei Uverski   |  |
|                                  | 5  | Nikita Khromov   |  |
|                                  | 6  | Mikhail Yakovlev |  |
|                                  | 7  | Mikhail Smirnov  |  |
|                                  | 8  | Vassili Zhitarev |  |
|                                  | 9  | Vassili Butusov  |  |
|                                  | 10 | Grigoryi Nikitin |  |
|                                  | 11 | Sergei Filippov  |  |
| Sélectionneur : Georges Duperron |    |                  |  |
|                                  |    |                  |  |

### Après match
Après le match, les joueurs russes désemparés sont très sévèrement critiqués par les autorités russes de l’époque, des justifications sont alors trouvées pour justifier ce désastre footballistique. Pour certains, ce fameux banquet qui pose tant de questions à la veille du match serait la cause de l’affaiblissement russe pendant le match. D'autres rumeurs sont alors justifiées, telles que : les Allemands n'ont pas fêté de banquet, les Allemands auraient drogué les joueurs russes à la veille du match, etc. Pourtant, Ludger Schulze écrit dans son livre "Die Mannschaft" en 1986, que le banquet a bien eu lieu après le match :

« La terrible défaite n'a causé aucune douleur psychologique aux Russes. Le soir, ils ont invité tout le monde à une fête de conte de fées sur leur bateau de luxe »

— Ludger Schulze
Autre hypothèse mise en avant, c'est lors de ce fameux banquet que l’équipe allemande qui était avec les Russes dans ce navire était l’équipe qui a perdu contre l'Autriche au premier match, par conséquent l’équipe alignée contre la Russie ce 1er juillet 1912, n’était pas concernée par ce banquet et a pu mieux préparer ce match, cette hypothèse semble la plus logique pour certains spécialistes allemands. Toujours est-il que ce banquet pour ce match Allemagne - Russie, laisse tant de questions et dont les réponses ne font pas l’unanimité à ce jour,,.
Pour les Allemands après ce match, ils affronteront l'équipe de Hongrie (qui a perdu dans le tournoi principal contre les favoris et l’équipe championne du tournoi la Grande-Bretagne, sur le score de 7-0) dans le même stade avec le même arbitre. Les Allemands perdent sur le score de 3-1, avec un triplé d'Imre Schlosser-Lakatos et un but de Fritz Förderer qui sauve l'honneur côté allemand.
Pour ses premiers Jeux olympiques, la sélection allemande de football termine à la 7ème place du tournoi, hormis la victoire éclatante contre la Russie, autres points positifs, Gottfried Fuchs termine meilleur buteur de cette compétition avec 10 buts.

## Tsushima footballistique
Après la disgrâce contre l'Allemagne, la presse russe a émis un jugement dévastateur sur les performances des footballeurs russes : « Nos meilleurs joueurs ne sont pas apparus du tout. Le ballon les dépassait, ils jouaient avec le vertige et étaient incapables de prendre le ballon à l'adversaire ou de perturber leurs passes. L’importance de la course à pied dans le football était particulièrement évidente ici. Nos défenseurs ne parvenaient pas à rattraper un attaquant précipité, ni à intercepter une passe, et les buts se succédaient les uns après les autres. […] Le gardien Faworski n'a pas repoussé un ballon haut - c'était comme s'il n'était même pas dans le but. […] Si l’on compare l’équipe russe et l’équipe étrangère, il devient clair que nous sommes encore des enfants dans le football.»,.
En conclusion, pour ces Jeux olympiques de 1912, l'Allemagne termine 7ème au classement des sélections de football et la Russie termine dernière. Au classement général des médailles, les Allemands sont à la sixième place avec au total 26 médailles dont 6 médailles d'or. La Russie est à la seizième place avec seulement 5 médailles au total et zéro médaille d'or.
Sur l'aspect général du sport russe, le magazine de Saint-Pétersbourg K Sportu (en français : Allons au sport) dresse un bilan politique général. Sous le titre « Un Tsushima sportif », il est question de la performance des athlètes olympiques russes, faisant allusion à la défaite dévastatrice de la Russie lors de la bataille navale contre le Japon en 1905 : « La défaite totale des athlètes russes à l’étranger […] a bouleversé et effrayé notre société. […] Si une grande puissance n’a qu’un triste 13e-16e. En troisième position, derrière 15 pays et devant seulement trois, et n'obtenant que trois points toutes compétitions confondues contre 115 points pour l'Amérique, c'est une fois de plus une preuve convaincante de notre impuissance et de notre impuissance, ce qui était quelque peu inattendu même pour les pessimistes les plus invétérés. […] Ce qui nous semble le plus menaçant et le plus désagréable, c'est la défaite totale de nos footballeurs. Ce jeu - pas comme les autres - demande une discipline de fer, de la maîtrise de soi, un calcul parfois très précis et la capacité de s'orienter rapidement, de maîtriser n'importe quelle situation et de s'en sortir. Deux équipes l'une contre l'autre - ce sont deux petites armées l'une contre l'autre. Des gens contre des gens. Chaque équipe incarne l'État, le pouvoir et la force d'un peuple, le caractère distinctif et vivant de la nation entière y sont concentrés. […] Il s’avère que nous sommes pires que tout le monde ».

## Record
De nombreux records sont égalisés et pour certains dépassés. Ce match Allemagne - Russie laisse par conséquent une trace indélébile dans l'histoire du foot mondial. Tant sur le plan collectif, où cette équipe allemande de 1912 à Stockholm détient à ce jour certains records non battus, que sur le plan individuel, où là aussi, cette date du 1er juillet 1912 marque son empreinte, notamment avec leur joueur Gottfried Fuchs,.
Collectivement, lorsque les Allemands ouvrent le score à la 2e minute, il s'agit à ce moment-là du but le plus rapide de la sélection allemande. Le deuxième but marque là encore un autre record à cette époque, c'est la première fois que l'Allemagne marque plus de 1 but en compétition officielle. 8-0 à la mi-temps, c'est la première fois que l'Allemagne marque plus de 6 buts dans un match. Fin du match 16-0, c'est la première et unique fois que les Allemands marquent 16 buts dans un match, il s'agit à ce jour de la plus large victoire allemande dans l'histoire.
À ce moment-là, le match Allemagne - Russie égalise le match Danemark - France 17-1, il faut attendre des décennies plus tard pour voir ces records dépassés. Pour la Russie, ce match du 1er juillet 1912 représente sa plus large défaite de son histoire en prenant en compte toutes les sélections successives qu'elle connaît par la suite : Union soviétique de 1924 à 1991, CEI en 1992 et la Russie depuis 1992. Toutefois, le score de 16-0 reste sur la scène européenne comme le deuxième match avec la plus large victoire.
| Rang | Match              | Score | Date             | Compétition             |
| ---- | ------------------ | ----- | ---------------- | ----------------------- |
| 1    | France - Danemark  | 1-17  | 22 octobre 1908  | Jeux olympiques de 1908 |
| 2    | Allemagne - Russie | 16-0  | 1er juillet 1912 | Jeux olympiques de 1912 |
| 3    | France - Gibraltar | 14-0  | 18 novembre 2023 | Éliminatoires Euro 2024 |

Sur le plan individuel, Gottfried Fuchs devient le premier allemand de l'histoire à marquer 10 buts dans un match. Sur la scène mondiale, il égalise le record de Sophus Nielsen, lors de la victoire du Danemark contre la France 17-1. Mais ce record est battu par l'Australien Archie Thompson pendant le match de football Australie – Samoa américaines, match qui se termine sur le score de 31-0 et où le joueur en question marque 13 buts. Gottfried Fuchs sur le plan national est l'unique joueur allemand à avoir marqué 10 buts dans un match, record toujours inégalé de nos jours.

## Gottfried Fuchs

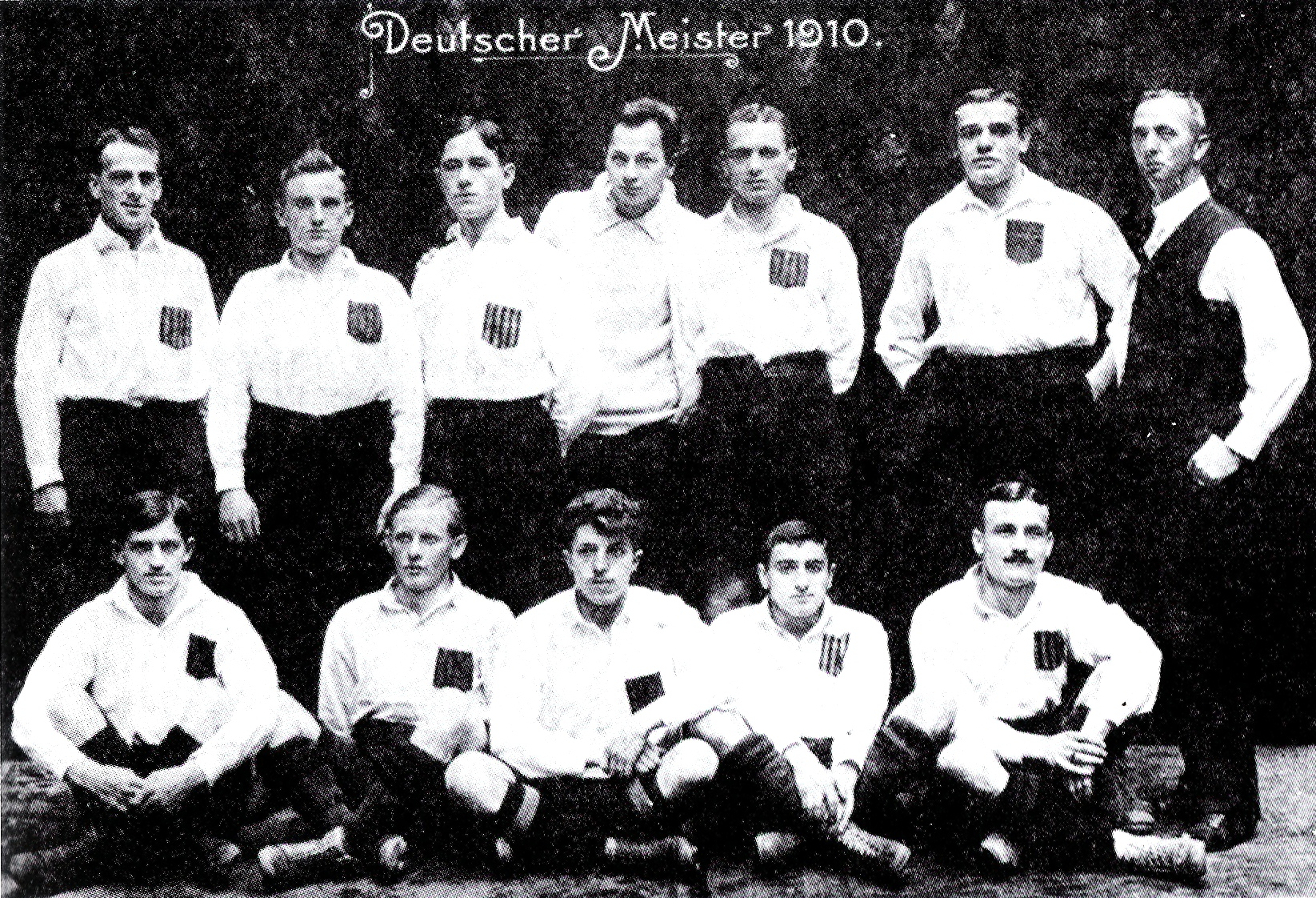
Gottfried Fuchs (en bas tout à gauche) Julius Hirsch (en bas, deuxième à partir de la droite) avec l'équipe championne du KFV de 1910.

Grand artisan de ce match Allemagne - Russie de 1912 avec ces 10 buts, Gottfried Fuchs était considéré comme l'un des meilleurs joueurs de son époque. L'attaquant du Karlsruher FV était l'icône de toute une génération, y compris du futur entraîneur national de l’équipe allemande championne du monde en 1954, un certain Sepp Herberger, lorsqu'il était encore un petit garçon. Néanmoins, Fuchs n’est aujourd’hui connu que de quelques historiens du football.
Gottfried Fuchs est né en 1889 à Karlsruhe dans le Bade-Wurtemberg. Gottfried Fuchs était de confession juive. Ses grands-parents et son père étaient originaires de la ville de Weingarten dans le sud-est du Wurtemberg, avant d'emménager dans la ville de naissance du futur joueur de la sélection allemande. Sa mère était originaire d'Alsace, ce qui explique par la suite qu'il fuit en France avec les tensions qui montent en Allemagne envers les étrangers et particulièrement la communauté juive.
Malgré de nombreuses péripéties dues à sa croyance religieuse, il reste malgré tout un joueur de légende au sein du football allemand. Ce match Allemagne - Russie n'est pas spécifique à sa renommée. Même si son record de 10 buts en match est toujours d’actualité, Gottfried Fuchs est un joueur apprécié et respecté tant sur la scène internationale que sur la scène nationale avec son club du Karlsruher FV où avec Fritz Foderer et Julius Hirsch, il constitue le trio d'attaque le plus redoutable d'Allemagne. Gottfried Fuchs devient le premier footballeur d'origine juive à être nommé dans l'équipe nationale allemande. En tant que débutant, il a marqué deux buts lors de la victoire 6-2 contre la Suisse.
Avec la montée du nazisme et sa prise de pouvoir en Allemagne en 1933, Gottfried Fuchs a été contraint de quitter l’Allemagne en 1937 pour s’exiler d’abord en Grande-Bretagne puis au Canada. Il a vécu le reste de sa vie à Montréal sous le nom de Godfrey Fochs. Après la Seconde Guerre mondiale, un travail de la fédération allemande de football est fait, afin de redorer l'image d'anciens sportifs allemands ayant porté les couleurs de l'Allemagne qui ont été injustement effacés par pure idéologie des livres d'histoire notamment durant le règne du régime nazi en Allemagne. Dans cette contextualisation, Gottfried Fuchs était un des exemples parmi tant d'autres. Sepp Herberger, entraîneur champion du monde de 1954, propose à la DFB d'inviter Gottfried Fuchs, souscrit par l'association, à se présenter en tant qu'invité d'honneur pour un match amical de l'Allemagne de l'Ouest contre l'Union soviétique. Herberger déclare qu’une telle tentative « aiderait à se réconcilier avec l’injustice complice [qui a eu lieu] et provoquerait un écho positif non seulement dans le monde du sport, mais dans toute l’Allemagne. » La réaction du comité exécutif de la DFB a été décevante : « créer un tel précédent ne ferait que créer de nouvelles tensions considérables à l’avenir ». Le message de Herberger écrit le 22 mars 1972, dans lequel il raconte avec une grande déception la décision négative du comité exécutif, n'est pas parvenu à Gottfried Fuchs. Il était décédé le mois précédent. Joueur historique, le record de Gottfried Fuchs de 10 buts pendant ce fameux match Allemagne - Russie de 1912 et toujours inégalé,.